# 林琳 (香港)
林琳（1982年3月13日—），民建聯成員，現任香港立法會議員（選舉委員會），曾任荃灣區議會荃灣西選區議員（2016年－2019年）及麗興選區議員（2012年－2015年）。

## 簡歷
林琳父親為祖籍福州闽侯的緬甸華僑，早年從中國內地到香港後，就讀柴灣角天主教小學下午校（1994年）、保良局李城璧中學（至1998年），再負笈澳大利亞Nudgee International College及The Kooralbyn International School，畢業於澳大利亞昆士蘭大學，取得文學士（主修日本研究）及商學碩士（市場學）學位。回港後曾任澳大利亞昆士蘭大學香港區校友會會長。
2015年9月底，於荃灣區議會舉行會議，當林琳準備發言時，林琳透過社交網站收到十多張不同角度男性性器官的自拍照。當時，林琳立即到休息室大哭，平復心情後才返回會議室發言。林琳早於2013年在社交網站上與發相人加為好友，雖然發相人的個人資料附有手提電話號碼，但警方最終都是查不到真兇。林琳建議日後在網上查閱區議員資料時，需規定查閱者要填寫部分個人資料，一旦相關區議員遇到襲擊或滋擾，以便追查。
2017年6月8日，林琳和香港青年新創見副會長陳穎聰共同主持一個弘揚中華文化的活動，當晚邀請了浙江省非物質文化遺產保護中心的兩位工藝美術大師 - 丁國富先生與俞備紅小姐出席活動。
2017年12月13日，林琳以香港菁英會副秘書長身份與香港菁英會與暨南大學學生會面。

2018年12月8日，林琳與陳穎聰於香港君悅酒店結婚。由立法會議員張國鈞擔任證婚人，全國人民代表大會常務委員會譚耀宗、民建聯主席李慧琼等人到場祝賀。
2019年7月13日，林琳出席荃灣區議會第二十三次（二／二零一九）會議。其中，就“荃灣各界慶祝中華人民共和國成立 70 周年活動”的撥款申請投票，林琳投以支持票。其餘七人投以支持票者包括，文裕明議員、邱錦平議員、林婉濱議員、林發耿議員、陳振中議員及葛兆源議員。最終，撥款申請獲得通過，批核款額為425,000.00。

2020年3月6日和11日，林琳出席联合国人权理事会第43次会议，向与会代表介绍了香港最近的情况。

## 政治生涯

### 區議會
2011年區議會選舉陳偉業未有出選競逐連任，轉往屯門區議會樂翠選區狙擊民主黨何俊仁，以實踐其與黃毓民退出社民連所創立的人民力量宗旨，狙擊民主黨放棄爭取2012雙普選立場的決定；建制陣營則有民建聯派出服務本區一段日子的林琳參選，同時自由黨亦派出歐銘絲參選，人民力量方面則派出首次參選的陳素玲期望保住議席。結果陳素玲只能守四分一選票，林琳以過半票為民建聯奪得議席，更擊敗只得兩成票的歐銘絲。
2015年區議會選舉，選管會以荃灣西站周邊及馬灣地區人口比基準多而重劃附近的選區，第二代荃灣西選區由原有的麗興選區荃灣西約部分加上荃灣西站周邊發展項目改劃而成，林琳選擇於本區爭取連任。選舉吸引到另外兩名候選人，包括傘後組織荃灣民生動力的潘昭霖及麗城花園第三期業主權益關注組的朱順明，同時因應人口分佈設有兩個投票站，分別位於麗城花園附近的香港浸信會聯會小學及荃灣西站與荃灣市中心附近的荃灣聖芳濟中學。結果在建制派票源集中下，林琳得到過半得票連任，潘昭霖得到三成一票，而朱順明得一成七票。
2018年選舉管理委員會因應原有德華、楊屋道及荃灣西選區在2019年的預計人口均會超出法例許可的上限，需要增加新選區以吸納超出的人口。當中原楊屋道區界內爵悅庭的位置劃出荃灣南選區，並吸納德華選區的萬景峰及荃灣西選區的御凱及環宇海灣，使各選區人口調整到法例許可幅度之內，使本區人口有所減少。林琳於本區爭取連任，對上民主黨派出的易承聰，由於在8月荃灣二陂坊出現追斬途人事件，林琳於社交網站回應居民求助時指需要睡眠而未能協助，被指未有履行區議員責任，種下連任失敗禍根。
2019年10月4日，林琳遞交提名報名參選2019年香港區議會選舉K05荃灣西選區。民主黨易承聰參選應戰。最後，易承聰以4718票取勝，比林琳的2910票多1808票，使林連任失敗成功為泛民主派收復自2012年失落於建制派的議席。

### 歷屆選舉結果
| 政党   | 政党   | 候选人    | 票数  | %     | ±      |
| ------ | ------ | --------- | ----- | ----- | ------ |
|        | 民主黨 | ①. 易承聰 | 4,718 | 61.85 | 不適用 |
|        | 民建聯 | ②. 林琳   | 2,910 | 38.15 |        |
| 多数票 | 多数票 | 多数票    | 1,808 | 23.70 | 不適用 |

| 政党   | 政党       | 候选人    | 票数  | %     | ± |
| ------ | ---------- | --------- | ----- | ----- | - |
|        | 獨立       | ①. 朱順明 | 793   | 16.68 |   |
|        | 民建聯     | ②. 林琳   | 2,462 | 51.78 |   |
|        | 獨立民主派 | ③. 潘昭霖 | 1,500 | 31.55 |   |
| 多数票 | 多数票     | 多数票    | 962   | 20.23 |   |

| 政党   | 政党     | 候选人    | 票数  | %     | ± |
| ------ | -------- | --------- | ----- | ----- | - |
|        | 民建聯   | ①. 林琳   | 1,965 | 50.97 |   |
|        | 人民力量 | ②. 陳素玲 | 1,045 | 27.11 |   |
|        | 自由黨   | ③. 歐銘絲 | 845   | 21.92 |   |
| 多数票 | 多数票   | 多数票    | 960   | 23.87 |   |

## 言論

### 水管屋
運輸及房屋局轄下的過渡性房屋專責小組收到仁濟醫院的「仁濟醫院社會房屋試驗計劃」計劃書。計劃書內容表示於荃灣海角街及海興路交界約3,300平方米的一幅土地作過渡性社會房屋，安放約110至130個圓形及方形管道屋，每間管道屋分別可入住1人至4人，合共可容納約250至350人。計劃先於2019年3月26日諮詢荃灣區議會，及後向地政總署申請五年短期租約，預計2020年第4季可入住。林琳表示該處交通不便及靠近高速公路和工業區，市民可能受嘈音和空氣污染的問題影響。另外，林琳表示該處附近為荃灣海濱，惡臭一直未能解決，市民可能受惡臭影響。除非以外，林琳表示該處行人路段已經經常擠塞，如再興建管道屋，情況可能雪上加霜。亦有說林琳是因為為了不被區內中產票源所指責而堅決反對在該區內興建管道屋。

### 改革青年發展委員
2019年逃犯及刑事事宜相互法律協助法例（修訂）條例草案引起社會極大的紛爭。行政長官林鄭月娥於2019年7月9日上午出席行政會議前會見傳媒發言的部份內容，表示希望全面改革目前的諮詢模式，包括會檢視大部分委員會的工作範圍、委任模式，特別是針對一個專注統籌青年工作的青年發展委員會。林鄭月娥認為需要大幅改變它的組成和運作模式以吸納不同意見。
青年發展委員會委員之一的林琳表示青年發展委員會成立只有約一年，時間不足以讓委員帶來成果。同時，認為改革青年發展委員能否對症下藥解決社會問題。另外，林琳覺得只改革青年發展委員便可以解決問題是天真想法，因為青年發展委員會委員沒有實權，社會不同年齡層都不滿政府，問題癥結在於政府一直只願形式化收集公眾意見，不過沒有積極回應，改變「不聆聽人意見」的作風，才是重點。

## 爭議

### 特朗普廁所刷
2019年7月3日17:42，林琳於Facebook專頁以「7·1慶回歸後，慶埋美國國慶」為題進行直播，表示已經買下百枝美國總統唐納·川普造型設計的廁所刷贈予街坊，其廁所刷更命名為「美帝民主攪屎棍」及「相信大家有看香港媒體、新聞的話，會明白我在說甚麼。」。

### 荃灣斬人事件
2019年8月5日晚上時間，於荃灣區有人手持武器施襲，當中包括身穿印有「I ❤ 香港」 藍衣及手持疑似鐵通的男子、身穿白衣及手持刀、木棍及鐵通人士。2019年8月5日晚上十一時多，有網民於林琳Facebook專頁表示要求林琳到出荃灣處理斬人事件。但林琳在2019年8月6日00時24分於Facebook專頁回覆網民表示「你搵田北辰啦市中心」，以拒絕網民要求。後來更以「訓覺啦 唔答啦 BYE」回應網民，成為敗選關鍵。不過，2018年8月荃灣區議員林琳曾經接受線報專訪時表示，「凡是找她的，她都不會因為「你是隔離選區」就不理會」。

### 清潔荃灣楊屋道街市
2019年8月25日，荃灣區有反對逃犯條例修訂草案運動中的一次遊行，2019年8月25日香港反對逃犯條例修訂草案遊行，通稱荃葵青遊行。當日下午至傍晚時段，香港警方於楊屋道街市附近發射多枚催淚彈，導致其催淚彈煙霧影響楊屋道街市。同日21點55分，民建聯荃灣區議員林琳於其Facebook專頁，表示「食環署表示，從今天晚上7時，已開始在楊屋道街市內進行大清潔。預算約2天內，可以完成街市內所有公共地方的徹底潔淨工作。有街坊擔心，化學物將影響舖位內的食品安全。本人亦已聯絡街巿諮詢委員會主席及商戶，他們已承諾會在明早開店前，處理好店舖清潔工作。」及上載數張食環署外判清潔工清理催淚煙殘留物的相片。該數張照片能清楚顯示清潔工人於缺乏裝備下的進行清潔清理催淚氣體殘留物。其後，清潔工人表示面部不斷感到灼熱、眼睛會流淚並刺痛、喉嚨感到刺痛及乾涸。因此，有網民不滿林琳以「成功爭取」的態度宣揚清潔楊屋道街市。

### 防暴警察進入麗城花園範圍搜查事件
在2019年11月13日中午，當一班麗城花園住客自發地收集人道物資時，突然有6－7部警車及超過40名防暴警察大舉進場，扣留了麗城三期噴水池的兩部私家車以及車上4女2男。之後，防暴警察更曾進入屋苑及旁邊商場麗城薈，期間更態度惡劣指無須向任何人交代，以及肆意羞辱需要服食精神科藥物的病人。其後，因有4女2男要被帶返警署扣查，居民繼而鼓噪，進而與現場警察有輕微肢體衝突，最後在該區社區主任謝旻澤等人的協助下，被帶返署者釋數獲釋。
但在事件發生後翌日，林琳於Now新聞製作的節目時事全方位上，在未經證實的情況下指事件是自編自導自演，及後更於香港電台舉辦的選舉論壇上再次重申其觀點，更指她“不會收回言論”，引來網民嘩然及憤怒。

### 捲入洪為民生日派對事件被送竹篙灣檢疫中心隔離
林琳曾因出席洪為民於2022年1月3日的生日派對而被送至竹篙灣檢疫中心隔離21天，其後因有涉事者為假陽性而获提早離開隔離營。

## 外部連結
- 林琳的Facebook專頁